# Onkels Erwachen
Onkels Erwachen, englischer Originaltitel Uncle Fred in the Springtime, ist ein heiterer Roman des britisch-amerikanischen Schriftstellers P. G. Wodehouse aus der Blandings Castle-Saga. Der Roman wurde am 18. August 1939 in den USA  erstveröffentlicht, die britische Veröffentlichung folgte eine Woche später am 25. August. Hauptort der Handlung ist London und Blandings Castle, der Wohnsitz des schusseligen Lord Emsworth, der fürchten muss, dass die Kaiserin von Blandings, sein geliebtes Berkshire-Schwein, von dem Duke of Dunstable auf Schlankheitskur gesetzt wird. Da er diesmal nicht auf die bewährte Hilfe seines jüngeren Bruders Galahad Threepwood zählen kann, muss er diesmal die Hilfe von Lord Ickenham in Anspruch nehmen.

## Handlung
Zwei Freunde sind in Schwierigkeiten: Pongo Twistleton hat Spielschulden und sein Freund Horace Pendlebury-Davenport hat sich mit seiner Freundin Valerie entzweit, die gleichzeitig Pongos Schwester ist. Schuld an dem Streit ist Horace Idee, den Privatdetektiv Claude „Mustard“ Pott anzustellen, um Valerie während eines Wochenendes im französischen Badeort Le Touquet beobachten zu lassen, das sie mit Freunden dort verbringt. Jedoch war Detektiv Pott nicht so unauffällig wie er glaubte – Valerie hat wegen dieses Vertrauensbruchs die Verlobung gelöst. Es bleibt nicht bei diesem Streit: Horace gerät auch mit seinem Freund Ricky Gilpin, dem Neffen des Duke of Dunstable, in eine Auseinandersetzung, der sich ausgerechnet mit Polly, der Tochter von Detektiv Pott verlobt hat. Pongo beschließt, sich an seinen Onkel Fred, den fünften Earl von Ickenham zu wenden, um dieses Schlamassel zu lösen.
Zeitgleich hat sich der wegen seiner Temperamentsausbrüche und seines unberechenbaren Verhaltens gefürchtete Duke of Dunstable auf Blandings Castle eingeladen. Während Lady Constance sich über den Besucher freut, mit dem sie in ihrer Jugend ein Techtelmechtel verband, sieht Lord Emsworth zunehmend die pralle Rundheit seiner geliebten Kaiserin von Blandings gefährdet, mit der er auf der Landwirtschaftsausstellung in Shrewsbury schon mehrfach die Siegermedaille seinem ewigen Konkurrenten Sir Gregory Parsloe-Parsloe entrissen hat. Der Duke of Dunstable hat sich in den Kopf gesetzt, dass das Schwein zu fett ist und eine Fitness-Kur benötigt. Zweifel an dem Verstand des Duke of Dunstable löst jedoch aus, dass er von seinem Gästezimmer aus pfeifende Gärtner mit Eier bewirft. Von seiner Schwester beauftragt, in London diskret den Nervenarzt Sir Roderick Glossop zu einem Besuch auf Blandings Castle zu bewegen, misslingt ihm dieses jedoch. Lord Emsworth erkennt in ihm „Pickelhering“ wieder, einen seiner Mitschüler und zwischen den zweien kommt es zum Streit, so dass Sir Roderick zunächst den Besuch auf Blandings Castle verweigert. Normalerweise ist es Lord Emsworth jüngerer Bruder Galahad, der in solchen Situationen Rat weiß – der ist jedoch unabkömmlich und so wendet sich Lord Emsworth an Lord Ickenham, dessen alten Freund.
Lord Ickenhams Lösung ist einfach. Er wird als vorgeblicher Roderick Glossop nach Schloss Blandings reisen. Das löst mehrere Schwierigkeiten gleichzeitig: Ohne das seine Frau davon erfahren wird, die ihm das Reisen streng verboten hat, kann Lord Ickenham einige Tage auf Blandings Castle verbringen. Er wird Polly als seine vorgeblich Tochter Gwendoline mitnehmen, die so die Chance erhält, Horace von ihren Qualitäten zu überzeugen. Und er wird Pongo als seinen vorgeblichen Sekretär mitnehmen, der so den Leuten entrinnen kann, bei denen er Spielschulden hat und gleichzeitig die Chance erhält, Geld aufzutreiben.
Schon während der Zugfahrt nach Blandings Castle ergeben sich erste Schwierigkeiten. Sie treffen im Abteil auf Roderick Glossop, der es sich nach einem eindringlichen Brief von Lady Constance anders überlegt hat. Er will sich kurz auf Blandings Castle einen Eindruck über den Geisteszustand des Duke of Dunstable machen und dann rasch nach London zurückkehren, um dort an einer Konferenz teilzunehmen. Der geistesgegenwärtige Lord Ickenham redet ihm ein, im Nachbarabteil säße der Duke of Dunstable. Tatsächlich handelt es sich um Rupert Baxter, der gegen den Willen seines Arbeitgebers ein paar Tage länger in London verbliebene Sekretär des Dukes, der jetzt gleichfalls nach Blandings Castle reist. Roderick Glossop kommt nach kurzem Interview zu dem Schluss, dass der Geisteszustand des vermeintlichen Duke of Dunstable über alle Zweifel erhaben ist. Am nächsten Halt verlässt Roderick Glossop den Zug, um nach London zurückzukehren.
Am verlassenen Bahnhof von Market Blandings erwartet die drei Reisenden das nächste Hindernis. Lord Bosham, ältester Sohn von Lord Emsworth, der sie am Bahnhof abholen soll, ist Lord Ickenham unter fragwürdigen Umständen bereits zuvor begegnet. Es bedarf des selbstsicheren Auftretens von Lord Ickenham, um Lord Bosham davon zu überzeugen, dass er es wirklich mit dem berühmten Nervenspezialist Glossop zu tun hat. Rupert Baxter dagegen fällt nicht auf die Scharade herein: Zwar versucht ihm Lord Emsworth einzureden, dass es sich bei dem Mann, mit dem Baxter sich im Zugabteil unterhalten habe, sich in Wirklichkeit um einen Patienten gehandelt habe, der sich häufig als eine andere Person ausgibt. Baxter kennt Sir Roderick Glossop jedoch von früheren Begegnungen. Lord Ickenham verfügt allerdings über Informationen, die Baxter zunächst ruhig stellen. Er weiß, dass Baxter seinen verlängerten Aufenthalt in London genutzt, um an einem Maskenball teilzunehmen. Erfährt dies sein jetziger Arbeitgeber, der Duke of Dunstable, so wird er ihn entlassen. Baxter ist jedoch nicht völlig ruhigzustellen. Diskret vertraut er sich Lady Constance an, die in den drei vermeintlichen Hochstaplern, die sich auf Blandings Castle eingefunden habe, Juwelendiebe vermutet. Sie lässt einen Privatdetektiv anheuern und entscheidet sich dabei ausgerechnet für Claude „Mustard“ Pott, den Vater von Polly.
Der Duke of Dunstable wünscht immer noch, die Kaiserin von Blandings in seinen Besitz zu bringen. Dazu heuert er nun seinen geldknappen Neffen Ricky Gilpin an. Dessen Bitte, ihm 250 Pfund zu leihen, damit er eine Suppenbar in London kaufen kann und so ein Auskommen findet, das ihm erlaubt, Polly zu heiraten, kommt der Duke jedoch nicht nach. Es kommt zu einem Streit und Ricky verweigert dem Duke seine Hilfe bei der Entführung des Schweins. Derweil gewinnt Detektiv Pott 250 Pfund bei einem Kartenspiel mit dem naiven Lord Bosham. Lord Ickenham knüpft dem Privatdetektiv das nicht ganz redlich gewonnene Geld wieder ab mit der Begründung, dass es Polly erlaube, den wohlhabenden Horace zu heiraten. Letztlich landet das Geld jedoch bei Pongo, der damit seine Wettschulden tilgen kann.
Detektiv Pott wird zu einem Kartenspiel mit dem Duke of Dunstable überredet, um auch ihn bei dem Kartenspiel auszunehmen. Der gewiefte Duke lässt sich jedoch nicht so einfach bezwingen wie der naive Lord Bosham und gewinnt 300 Pfund von Pott. Er ist darüber hinaus jetzt Besitzer des Schweins – Baxter hat ihm geholfen, dieses vom Stall in das Badezimmer von Dunstable Gästezimmer zu bringen. Lord Ickenham hält es für die sinnvollste Lösung, das gewonnene Vermögen einfach aus dem Zimmer des Dukes zu stehlen. Ein Betäubungsmittel wird eingesetzt, um dem wachsamen Baxter zu entgehen und Lord Ickenham Zugang zu dem Gästezimmer zu verschaffen, dass der Duke bewohnt. Pongo lenkt derweil den Duke ab, indem er vor dessen Fenster "The Bonnie Banks of Loch Lomond" pfeift, ein Lied, das der Duke besonders hasst. Wie zu erwarten war, kommt es daraufhin zwischen dem Duke und Pongo zu einer Verfolgungsjagd im Park. Lord Ickenham wird jedoch von dem bewaffneten Bosham gestellt und in einem Schrank eingesperrt, Butler Beach wird zu seiner Bewachung abgestellt.
In dem Moment kommt Valerie auf Blandings Castle an, die sich mit Horace ausgesöhnt hat. Sie bestätigt, dass es sich bei dem vorgeblichen Roderick Glossop um Lord Ickenham handelt. Lord Ickenham zieht sich jetzt aus der Affäre, in dem er behauptet, dass er nur deswegen auf Blandings Castle sei, um eine unglückselige Affäre zwischen Lord Emsworth und Polly zu beenden. Seine Geschichte klingt so überzeugend, dass er die 300 Pfund von Dunstable bekommt, um Polly auszubezahlen. Er macht allen Beteiligten klar, dass sein Besuch ein Geheimnis bleiben muss, wenn sie die Familienehre schützen wollen. Dann reist er nach London ab – er hat nun ausreichend Geld, so dass Ricky Gilpin seine Suppenbar kaufen und Polly heiraten kann und es bleibt noch genügend Geld über, dass Lord Ickenham ein paar vergnügte Tage in London verbringen kann.

## Einzelbelege
1. ↑  McIlvaine, E., Sherby, L.S. and Heineman, J.H. (1990) P.G. Wodehouse: A comprehensive bibliography and checklist. New York: James H. Heineman, S. 76 und S. 77. ISBN 087008125X